# 벤하이강
벤하이강(베트남어: Sông Bến Hải / 瀧𤅶海)는 베트남 꽝찌성을 흐르는 강이다.

## 지리
안남산맥에서 발원하며, 북위 17도 부근을 대략 동쪽 방향으로 흐르고, 남중국해로 직접 빠져 나간다. 길이는 약 100 km에 이르며, 폭은 넓은 곳에서는 약 200 m에 달한다. 하구는 꽝찌성을 조린현과 찌에우퐁현을 가르는 경계가 된다.

## 역사
벤하이강은 한때 베트남 중부의 중요한 국경선이 된 하천이었다. 제네바 협정에 따라 북위 17도 이북의 북베트남과 남 베트남 과의 군사 분계선 되었다. 이 강이 거의 그 북위 17도에 존재해 있기 때문이다. 이 협정에 따라 군사 분계선 부근 비무장 지대(DMZ)가 설정되어 있었지만, 그 범위는 대체로 벤하이강을 중심으로 폭 약 4 km의 장소였다. 따라서, 이 강은 비무장 중립 지대의 중심이었다고 할 수 있다. 이 강을 가로지르는 히엔릉 다리는 당시 북쪽 절반이 빨간색으로 남쪽 절반이 노란색으로 칠해져 있었다.